# Автошлях Р 83
Автошля́х Р 83 — автомобільний шлях регіонального значення у Чернігівській області. Пролягає територією Чернігівського, Корюківського та Новгород-Сіверського районів через Неданчичі — Любеч — Ріпки — М01 — Городню — Н28 — Сновськ — Корюківку — Семенівку — Чайкине — Н27. Загальна довжина — 302,7 км, з яких 27,7 км становить під'їзд до смт Березна, а 7,8 км — під'їзд до села Бреч. Утворений відповідно до постанови Кабінету Міністрів України від 30 січня 2019 року завдяки об'єднанню територіальних автошляхів Т 2512, Т 2533, Т 2537, Т 2558 та приєднанню окремих ділянок територіальних автошляхів Т 2506 і Т 2518.

## Маршрут
Автошлях проходить через такі населені пункти:
| Автошлях Р 83             |              |
| Чернігівська область      |              |
| Чернігівський район       |              |
| Неданчичі                 |              |
| Губичі                    |              |
| Редьківка                 |              |
| Любеч                     | Т 2506       |
| Малинівка                 |              |
| Маньки                    |              |
| Петрики                   |              |
| Петруші                   |              |
| Убіжичі                   |              |
| Присторонь                |              |
| Даничі                    |              |
| Ріпки                     | E95М01       |
| Буянки                    |              |
| Вишневе                   |              |
| Чумак                     |              |
| Бурівка                   |              |
| Тупичів                   |              |
| Великий Листвен           |              |
| Пекурівка                 |              |
| Політрудня                | Н28          |
| Городня                   |              |
| Вокзал-Городня            |              |
| Корюківський район        |              |
| Хотуничі                  |              |
| Камка                     |              |
| Гвоздиківка               |              |
| Сновськ                   | Т 2518       |
| Великий Щимель            |              |
| Соснівка                  |              |
| Маховики                  |              |
| Корюківка                 | Т 2534Т 2536 |
| Тельне                    |              |
| Сядрине                   |              |
| Олешня                    |              |
| Холми                     | Т 2519       |
| Новгород-Сіверський район |              |
| Чорний Ріг                |              |
| Іванине                   |              |
| Жадове                    |              |
| Семенівка                 | Р65          |
| Залізний Міст             |              |
| Архипівка                 |              |
| Сергіївське               |              |
| Костобобрів               |              |
| Чайкине                   |              |
| Полюшкине                 |              |
| Шептаки                   |              |
| Кролевець-Слобідка        |              |
| Н27                       |              |
| Під'їзд до смт Березна    |              |
| Чернігівська область      |              |
| Корюківський район        |              |
| Великий Щимель            |              |
| Кучинівка                 |              |
| Рогізки                   |              |
| Чернігівський район       |              |
| Березна                   | Н27          |
| Під'їзд до села Бреч      |              |
| Чернігівська область      |              |
| Корюківський район        |              |
| Корюківка                 | Т 2534Т 2536 |
| Гуринівка                 |              |
| Бреч                      |              |